# گامبیت (فیلم ۱۹۶۶)
«گامبیت» (انگلیسی: Gambit) فیلمی در ژانر سرقت به کارگردانی رونالد نیم است که در سال ۱۹۶۶ منتشر شد. از بازیگران آن می‌توان به مایکل کین، شرلی مک‌لین، و هربرت لام اشاره کرد.